# Hôn nhân cùng giới ở Oaxaca
Hôn nhân cùng giới hợp pháp tại bang Oaxaca của México từ ngày 5 tháng 10 năm 2019. Vụ kiện Oaxaca năm 2012 là mấu chốt trong việc mở ra cánh cửa hợp pháp hôn nhân cùng giới ở mọi tiểu bang ở Mexico, thông qua quá trình lệnh (amparo). Sử dụng các quyết định quốc tế, có phán quyết là tiền lệ pháp lý tại tòa án Mexico, giống như các biện pháp bảo vệ trong Công ước châu Mỹ về Nhân quyền trường hợp Atala Riffo and Daughters v. Chile, các trường hợp Hoa Kỳ Loving v. Virginia và Brown v. Board of Education, và các sắc lệnh chống phân biệt đối xử của Mexico, Tòa án phán quyết vào ngày 5 tháng 12 năm 2012 rằng: 1) Luật pháp giới hạn hôn nhân với một nam và một nữ, hoặc vì mục đích duy trì loài, vi phạm luật liên bang yêu cầu họ "tương ứng với tất cả mọi người mà không cần bất kỳ sự phân biệt nào" và 2) Rằng những luật lệ đó là vi hiến trên cơ sở phân biệt đối xử theo khuynh hướng tình dục và chiếm đoạt quyền, không chỉ của cá nhân mà cả quyền của hai vợ chồng, để tạo thành một gia đình. Chặn ý chí lập pháp để thay đổi luật tiểu bang, một điều khoản trong Bộ luật Mexico cho phép năm phán quyết ở một bang có cùng kết quả về cùng một vấn đề đã ghi đè lên một đạo luật và thiết lập luật pháp pháp lý để lật đổ nó. Do đó, các cuộc hôn nhân có được bằng lệnh cấm có thể được thực hiện ở bất kỳ tiểu bang nào, bất kể Bộ luật Dân sự tiểu bang đã được thay đổi.

## Lịch sử

### Tòa án tối cao 2012
Vào tháng 8 năm 2011, ba cặp cùng giới, bốn phụ nữ và hai người đàn ông, đã đăng ký kết hôn và đã bị Cơ quan đăng ký dân sự từ chối tại Thành phố Oaxaca. Vào tháng 1 năm 2012, một lệnh cấm đã được tìm kiếm, nhưng đã bị từ chối vào ngày 31 tháng 1. Các cặp vợ chồng đã kháng cáo bản án lên Tòa án Đại học về các vấn đề dân sự và hành chính cho Nhà nước. Vào ngày 9 tháng 4 năm 2012, một trong những cặp đồng tính nữ được thẩm phán cho phép kết hôn ở Oaxaca, do đó trở thành sự chấp thuận đầu tiên cho hôn nhân cùng giới ở tiểu bang. Vụ án đã được kháng cáo. Vào ngày 5 tháng 12 năm 2012, ba cặp vợ chồng đã giành được kháng cáo của họ từ Tòa án Tối cao, nhưng các quan chức địa phương từ chối thực hiện các cuộc hôn nhân. Vụ việc đã trở lại Tòa án Tối cao và phán quyết bổ sung có lợi cho các cặp vợ chồng đã được ban hành. Cặp đôi đồng tính nữ đầu tiên nhận được ủy quyền kết hôn từ Cơ quan đăng ký dân sự vào ngày 25 tháng 2 năm 2013. Họ là cặp đôi cùng giới đầu tiên kết hôn ở Oaxaca và tổ chức lễ cưới vào ngày 22 tháng 3 năm 2013. Cặp đôi nam nhận được thông báo về sự cho phép của họ vào ngày 3 tháng 6 năm 2013, và cặp vợ chồng thứ ba hai ngày sau. Nó đã được công bố vào tháng 11 năm 2014 rằng bốn cặp cùng giới đã kết hôn trong tiểu bang.
Vào ngày 26 tháng 8 năm 2012, một thẩm phán tòa án liên bang Mexico đã ra lệnh cho bang Oaxaca thực hiện hôn nhân cùng giới dựa trên sửa đổi hiến pháp cấm phân biệt đối xử dựa trên xu hướng tính dục. Phán quyết này và hai luật khác đã được Tòa án tối cao Mexico xem xét và Tòa án đã đưa ra các phán quyết nhất trí vào ngày 5 tháng 12 năm 2012, đảo ngược lệnh cấm kết hôn cùng giới trong ba trường hợp cá nhân. Tuy nhiên, để thiết lập tiền lệ, năm trường hợp riêng lẻ phải được quyết định theo cách này.

### Lệnh cấm
Vào ngày 23 tháng 4 năm 2014, Tòa án Tối cao Mexico đã có thêm tiền lệ tại bang này. Vụ án được đưa ra trước Tòa án liên quan đến 39 cặp cùng giới, những người tìm kiếm quyền kết hôn.
Vào ngày 5 tháng 7 năm 2016, hai người đàn ông đã giành được lệnh cấm cho phép họ kết hôn.
Vào tháng 7 năm 2017, một cặp đôi cùng giới đã thành công trong việc kết hôn mà không nhận lệnh cấm.
Cuộc hôn nhân cùng giới đầu tiên trong Santiago Jamiltepec diễn ra vào tháng 4 năm 2018. Hôn nhân cùng giới đầu tiên của Salina Cruz được thực hiện vào tháng sau.

### Thành phố
Theo báo cáo từ cuối tháng 8 năm 2018, Cơ quan đăng ký dân sự thành phố Oaxaca cho phép các cặp cùng giới kết hôn mà không cần amparo (lệnh cấm). Tuy nhiên, quá trình này mất ba ngày làm việc, so với hai giờ đối với các cặp đôi khác giới.
Vào cuối tháng 1 năm 2019, Salina Cruz, thành phố lớn thứ ba của tiểu bang, cũng tuyên bố sẽ thực hiện các cuộc hôn nhân cùng giới mà không có lệnh cấm.

## Dư luận
Một cuộc thăm dò ý kiến năm 2017 được thực hiện bởi Gabinete de Comunicación Estratégica cho thấy 43% cư dân Oaxaca ủng hộ hôn nhân cùng giới. 55% phản đối.